# 에미정 (지바현)
에미정(江見町)은 지바현 아와군에 일찍이 존재했던 정이다. 현재의 가모가와시에 해당한다.
본 항에서는 1889년(메이지 22년)의 정촌제 시행에 의해 편성된 에미촌(당초는 아사이군 소속), 1933년에 에미촌이 정으로 승격해 성립하였고, 여러차례 변화 끝에 1971년까지 존속하였다.

## 지리
현재의 가모가와시 남부에 위치한다.현재의 가모가와시역은 대체로 예전의 나가사군의 범위와 겹치고 있지만, 초대 에미정역은 아사이군에 속했던 지역이다.
가모가와시 지역을 정촌제 시행 당시의 정촌(옛 정촌)에 따라 12개 지구로 구분할 경우, 초대 에미 정역이 「에미 지구」라고 불린다. 현재의 대자로는 에미 아오키·히가시에미·서강견·에미우치 토노·에미 히가시마카도·에미니시마카도·에미소토보리가 「에미 지구」에 포함된다 또한 에미다유자키·에미요시우라는 '에미'를 관칭하여 옛 아사이군 지역에 포함된 지역이지만, 후토미 지구에 속한다.

## 연혁
- 1889년4월 1일 - 정촌제의 시행에 의해 니시에미촌, 히가시에미촌, 아오키촌, 우치토오노촌, 마카도촌, 니카노우라촌의 일부(소토보리)가 합병해 아사이군 에미촌(江見村)이 성립하였다.
- 1897년 4월 1일 - 아사이군이 아와군에 편입되었다.
- 1933년 11월 10일 - 정제를 시행해 에미정(江見町, 1차)이 되었다.
- 1955년 3월 31일 - 후토미촌, 소로촌과 합병해, 재차 에미정(江見町, 2차)가 성립하였다.
- 1971년 3월 31일 - 가모가와정 (지바현), 나가사정과 합병해, 가모가와시를 신설. 같은 날 에미정은 폐지하였다.

## 교통

### 철도
- 국철 (→ JR동일본)
  - 소토보 선

### 도로
- 국도 128호선

## 관련링크
- 千葉県安房郡江見町 (12469A1968) - 歴史的行政区域データセットβ版